# Mara Santangelo
Mara Santangelo es una jugadora de tenis profesional nacida el 28 de junio de 1981 en Latina, provincia de Lacio en Italia. Está estabilizada entre las 30 mejores del mundo y este año está entre las 10 primeras en dobles.

## Títulos WTA (10; 1+9)

### Individuales (1)
| Leyenda                    |
| Grand Slam (0)             |
| WTA Tour Championships (0) |
| Evento Tier I (0)          |
| Tier II (0)                |
| Tier III (1)               |
| Tier IV & V (0)            |

| No. | Fecha                 | Torneo           | Superficie | Oponente en la final | Resultado   |
| 1.  | 19 de febrero de 2007 | Bangalore, India | Dura       | Jelena Kostanic      | 3-6 7-6 6-3 |

### Finalista en Individuales (1)
| No. | Fecha                 | Torneo           | Superficie | Oponente en la final | Resultado   |
| 1.  | 18 de febrero de 2007 | Bangalore, India | Dura       | Yaroslava Shvédova   | 3-6 7-6 6-3 |

### Dobles (9)
| Leyenda: Antes de 2009 | Leyenda: A partir de 2009 |
| ---------------------- | ------------------------- |
| Grand Slam (1)         |                           |
| WTA Championships (0)  |                           |
| Tier I (1)             | Premier Mandatory (0)     |
| Tier II (2)            | Premier 5 (0)             |
| Tier III (1)           | Premier (0)               |
| Tier IV & V (1)        | International (3)         |

| N.º | Fecha                 | Torneos       | Superficie    | Pareja             | Oponentes                                      | Resultado            |
| --- | --------------------- | ------------- | ------------- | ------------------ | ---------------------------------------------- | -------------------- |
| 1.  | 3 de octubre de 2004  | Hasselt       | Dura (i)      | Jennifer Russell   | Nuria Llagostera Vives Marta Marrero           | 6–3, 7–5             |
| 2.  | 11 de febrero de 2007 | Pattaya City  | Dura          | Nicole Pratt       | Yung-Jan Chan Chia-Jung Chuang                 | 6–4, 7–6(4)          |
| 3.  | 8 de abril de 2007    | Amelia Island | Tierra batida | Katarina Srebotnik | Anabel Medina Garrigues Virginia Ruano Pascual | 6–3, 7–6(4)          |
| 4.  | 20 de mayo de 2007    | Roma          | Tierra batida | Nathalie Dechy     | Tathiana Garbin Roberta Vinci                  | 6–4, 6–1             |
| 5.  | 8 de junio de 2007    | Roland Garros | Tierra batida | Alicia Molik       | Katarina Srebotnik Ai Sugiyama                 | 7–6(5), 6–4          |
| 6.  | 25 de agosto de 2007  | New Haven     | Dura          | Sania Mirza        | Cara Black Liezel Huber                        | 6–1, 6–2             |
| 7.  | 10 de enero de 2009   | Auckland      | Dura          | Nathalie Dechy     | Nuria Llagostera Vives Arantxa Parra Santonja  | 4–6, 7–6(3), [12–10] |
| 8.  | 8 de marzo de 2009    | Monterrey     | Dura          | Nathalie Dechy     | Iveta Benešová Barbora Záhlavová-Strýcová      | 6–3, 6–4             |
| 9.  | 18 de mayo de 2009    | Estrasburgo   | Tierra batida | Nathalie Dechy     | Claire Feuerstein Stéphanie Foretz             | 6–0, 6–1             |

### Finalista en Dobles (3)
| - 2004: Taskent (junto a Marion Bartoli) - 2005: Estocolmo (junto a Eva Birnerova) - 2007: Los Ángeles (junto a Alicia Molik) |

## Clasificación en torneos del Grand Slam

### Inidivudal
| Torneo                 | 2003 | 2004 | 2005 | 2006 | 2007 | 2008 | 2009 | Títulos | G-P |
| ---------------------- | ---- | ---- | ---- | ---- | ---- | ---- | ---- | ------- | --- |
| Australian Open        | -    | 4R   | 1R   | 3R   | 1R   | -    | 1R   | 0       | 5-5 |
| Roland Garros          | -    | 1R   | 1R   | 2R   | 3R   | 1R   | 1R   | 0       | 3-6 |
| Wimbledon              | -    | 1R   | 2R   | 1R   | 3R   | 2R   | -    | 0       | 4-5 |
| US Open                | 1R   | 1R   | 1R   | 3R   | 1R   | -    | -    | 0       | 2-5 |
| WTA Tour Championships |      | -    | -    | -    | -    | -    | 0    | -       |     |